# Birmingham Indoor Grand Prix
Le Birmingham Indoor Grand Prix est une compétition internationale en salle d'athlétisme se déroulant tous les ans à la National Indoor Arena de Birmingham, au Royaume-Uni, sauf en 2016 à l'Emirates Arena de Glasgow. L'épreuve fait partie des étapes du World Indoor Tour (auparavant World Indoor Meetings), circuit de meetings internationaux régi par l'IAAF.

## Records

### Records du monde
Plusieurs records ou meilleures performances mondiales de tous les temps ont été améliorés lors du meeting :
| Année | Épreuve | Record         | Athlète         | Nationalité | Réf.  |
| ----- | ------- | -------------- | --------------- | ----------- | ----- |
| 1996  | 1 000 m | 2 min 32 s 08  | Maria Mutola    | Mozambique  |       |
| 2000  | 1 000 m | 2 min 14 s 96  | Wilson Kipketer | Danemark    | [ 1 ] |
| 2004  | 5 000 m | 12 min 49 s 60 | Kenenisa Bekele | Éthiopie    |       |
| 2007  | 2 000 m | 4 min 49 s 99  | Kenenisa Bekele | Éthiopie    |       |
| 2008  | 2 miles | 8 min 4 s 35   | Kenenisa Bekele | Éthiopie    |       |
| 2015  | 2 miles | 8 min 3 s 40   | Mohamed Farah   | Royaume-Uni | [ 2 ] |

### Records du meeting
Sont inclus les records établis lors des championnats du monde d'athlétisme en salle 2003 et des championnats d'Europe d'athlétisme en salle 2007.

#### Hommes
| Épreuve          | Record         | Athlète            | Nationalité            | Date            | Réf.  |
| ---------------- | -------------- | ------------------ | ---------------------- | --------------- | ----- |
| 60 m             | 6 s 46         | Justin Gatlin      | États-Unis             | 14 mars 2003    | [ 3 ] |
| 200 m            | 20 s 30        | Shawn Crawford     | États-Unis             | 17 février 2002 |       |
| 300 m            | 32 s 98        | John Regis         | Royaume-Uni            | 20 février 1993 | [ 4 ] |
| 400 m            | 45 s 14        | Michael Johnson    | États-Unis             | 20 février 1993 |       |
| 800 m            | 1 min 44 s 52  | Mohammed Aman      | Éthiopie               | 15 février 2014 | [ 5 ] |
| 1 000 m          | 2 min 14 s 96  | Wilson Kipketer    | Danemark               | 20 février 2000 |       |
| 1 500 m          | 3 min 33 s 10  | Deresse Mekonnen   | Éthiopie               | 20 février 2010 |       |
| Mile             | 3 min 50 s 70  | Noureddine Morceli | Algérie                | 20 février 1993 | [ 4 ] |
| 2 000 m          | 4 min 49 s 99  | Kenenisa Bekele    | Éthiopie               | 17 février 2007 |       |
| 3 000 m          | 7 min 32 s 43  | Bernard Lagat      | États-Unis             | 17 février 2007 |       |
| 2 miles          | 8 min 3 s 40   | Mohamed Farah      | Royaume-Uni            | 21 février 2015 |       |
| 5 000 m          | 12 min 49 s 60 | Kenenisa Bekele    | Éthiopie               | 20 février 2004 |       |
| 60 m haies       | 7 s 38         | Colin Jackson      | Royaume-Uni            | 26 février 1994 |       |
| 400 m haies      | 49 s 76        | Felix Sanchez      | République dominicaine | 19 février 2011 |       |
| Saut en hauteur  | 2,40 m         | Javier Sotomayor   | Cuba                   | 26 février 1994 |       |
| Saut à la perche | 5,82 m         | Sergueï Bubka      | Russie                 | 15 février 1998 |       |
| Saut en longueur | 8,31 m         | Irving Saladino    | Panama                 | 17 février 2007 | [ 6 ] |
| Triple saut      | 17,70 m        | Christian Olsson   | Suède                  | 16 mars 2003    | [ 7 ] |
| Poids            | 21,57 m        | Mikuláš Konopka    | Slovaquie              | 2 mars 2007     | [ 8 ] |

#### Femmes
| Épreuve          | Record        | Athlète                   | Nationalité | Date            | Réf.   |
| ---------------- | ------------- | ------------------------- | ----------- | --------------- | ------ |
| 60 m             | 6 s 98        | Elaine Thompson           | Jamaïque    | 18 février 2017 | [ 9 ]  |
| 200 m            | 22 s 38       | Veronica Campbell         | Jamaïque    | 18 février 2005 |        |
| 400 m            | 50 s 02       | Nicola Sanders            | Royaume-Uni | 3 mars 2007     | [ 10 ] |
| 800 m            | 1 min 57 s 61 | Stephanie Graf            | Autriche    | 17 février 2002 |        |
| 1 000 m          | 2 min 31 s 93 | Laura Muir                | Royaume-Uni | 18 février 2017 | [ 9 ]  |
| 1 500 m          | 4 min 00 s 83 | Genzebe Dibaba            | Éthiopie    | 16 février 2013 |        |
| Mile             | 4 min 23 s 50 | Axumawit Embaye           | Éthiopie    | 21 février 2015 |        |
| 2 000 m          | 5 min 40 s 90 | Yvonne Murray             | Royaume-Uni | 20 février 1993 | [ 4 ]  |
| 3 000 m          | 8 min 29 s 41 | Hellen Obiri              | Kenya       | 18 février 2017 | [ 9 ]  |
| 2 miles          | 9 min 00 s 48 | Genzebe Dibaba            | Éthiopie    | 15 février 2014 | [ 11 ] |
| 60 m haies       | 7 s 75        | Susanna Kallur            | Suède       | 16 février 2008 |        |
| Saut en hauteur  | 2,05 m        | Tia Hellebaut             | Belgique    | 3 mars 2007     | [ 12 ] |
| Saut à la perche | 4,88 m        | Yelena Isinbayeva         | Russie      | 18 février 2005 |        |
| Saut en longueur | 6,93 m        | Katarina Johnson-Thompson | Royaume-Uni | 21 février 2015 |        |
| Triple saut      | 15,01 m       | Ashia Hansen              | Royaume-Uni | 15 mars 2003    | [ 13 ] |
| Lancer du poids  | 18,97 m       | Anita Márton              | Hongrie     | 18 février 2017 |        |